# Băile Drânceni, Vaslui
Băile Drânceni este un sat în comuna Drânceni din județul Vaslui, Moldova, România.
 Acest articol despre o localitate din județul Vaslui este deocamdată un ciot. Puteți ajuta Wikipedia prin completarea lui.